# Gwieździn
Gwieździn (niem. Förstenau, kaszub. Gwiôzdzyn) – wieś w Polsce położona w województwie pomorskim, w powiecie człuchowskim, w gminie Rzeczenica przy drodze krajowej nr 25. Wieś jest siedzibą sołectwa Gwieździn.
Wieś królewska starostwa człuchowskiego w województwie pomorskim w drugiej połowie XVI wieku. W latach 1945–1954 siedziba gminy Gwieździn. W latach 1975–1998 miejscowość administracyjnie należała do województwa słupskiego.

## Części wsi
| SIMC    | Nazwa      | Rodzaj    |
| ------- | ---------- | --------- |
| 0750089 | Zbysławiec | część wsi |

## Zabytki
Według rejestru zabytków NID na listę zabytków wpisany jest drewniano-szachulcowy kościół parafialny pw. św. Marcina Biskupa, k. XVII, XVIII w., nr rej.: A-168 z 21.02.1959.
Na półwyspie jeziora Szczytno Wielkie grodzisko nizinne z IX-XI w.